# Gesche Gottfried
Gesina Margarethe Timm, detta Gesche e coniugata Gottfried (Brema, 6 marzo 1785 – Brema, 21 aprile 1831), è stata un'assassina seriale tedesca, nota per avvelenato quindici persone tra il 1813 e il 1827.

## Biografia
Gesche Trimm nacque in una povera famiglia di Brema, figlia di una cucitrice e di un sarto. All'età di ventun anni sposò Johan Mittenberg, con cui ebbe tre figli; le sorti della famiglia cambiarono quando Mittenberg ereditò una piccola fortuna dopo la morte del padre, ma sperperò rapidamente il denaro e nel 1813 i Mittenberg erano nuovamente poveri. Il marito morì nell'ottobre 1813 dopo aver accusato dolori allo stomaco.
Nel 1815 si risposò con  Michael Kristof Gottfried, un benestante mercante di vino; nello stesso anno anche la madre Margarethe, le figlie Johanna e Adelheid, il padre Johann e, infine, il figlio Heinrich morirono rapidamente e misteriosamente, ma le morti causate da Gesche Gottfried furono annoverate tra le vittime dell'epidemia di colera che si era abbattuta sulla città, durante la quale la donna si prodigò con tanta alacrità per gli ammalati da guadagnarsi l'appellativo di "angelo di Brema". Nel 1816 il fratello gemello Johann morì improvvisamente, sorte che sarebbe toccata l'anno seguente anche al secondo marito.
Nel 1826 vendette la propria casa ai coniugi Rumpff, Johan e Wilhelmina, che le chiesero di rimanere come governante. Poche settimane dopo la signora Rumpff morì e il marito si ammalò gravemente. Sospettando di essere stato avvelenato, Rumpff trovò nel cibo preparatogli dalla governante della polvere bianca; il farmacista locale, il dottor Luce, confermò che si trattasse di arsenico e allertò le autorità. Gesche Gottfried fuggì ad Hannover, dove usccise Elise Schmidt e la madre Berta nel maggio 1827, per poi compiere l'ultimo omicidio, quello di Friedrich Kleine il 24 luglio seguente. 
Il giorno del suo quarantatreesimo compleanno, il 6 marzo 1828, fu arrestata e confessò l'omicidio di quindici persone e svariati altri tentativi. Le motivazioni rimangono ignote, anche se si ipotizza – vista la sua dedizione nei confronti degli ammalati – che soffrisse di sindrome di Münchhausen per procura. Avvelenava lentamente le sue vittime con arsenico o veleno per topi, occupandosene poi amorevolmente fino alla morte. Condannata a morte, fu decapitata nella Piazza del Mercato di Brema il 21 aprile 1831. Fu l'ultima esecuzione pubblica nella storia di Brema.